# Eric Grate
Eric Grate est un sculpteur suédois, né le 14 août 1896 à Stockholm, mort le 3 août 1983.

## Expositions
- Paris, musée national d'Art moderne, 1963, (exposition personnelle).

## Décors et costumes de théâtre
- 1945, Les Mouches de Jean-Paul Sartre, théâtre dramatique de Stockholm, mise en scène d'Alf Sjöberg.